# Florimond de Raemond

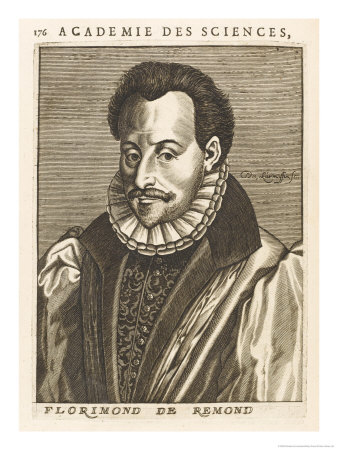
Florimond de Raemond 3^{ème} seigneur de Suquet, seigneur de La Combe et de La Rivallerie, sieur des Cheminées, zeitgenössischer Stich

Florimond de Raemond (* 1540 in Agen; † 17. November 1601 in Bordeaux) war ein französischer Jurist, conseiller du Roy en sa Cour de Parlement de Bourdeaus, Gegenreformator und  Historiker am Ende der Epoche des Humanismus. Er war Mitglied des Parlements in Bordeaux. Er verfasste eine mehrbändige Geschichte Frankreichs aus katholischer Perspektive.

## Leben und Wirken
De Raemond entstammte einem alten Adelsgeschlecht aus der Gegend um Toulouse. Sein Vater war Robert Ier de Raemond, 2e seigneur de Suquet († 1605), seine Mutter eine geborene Marie de Saint-Gilis. Das Paar hatte drei Söhne und eine Tochter. Er studierte an verschiedenen Universitäten in seiner Region und sah sich als junger Mann einer steigenden Zahl von Anhängern des Calvinismus gegenüber.
De Raemond war ein Schüler von Petrus Ramus, einem protestantischen Konvertiten, der im Zuge der Bartholomäusnacht-Massaker ermordet wurde. Er war ein Freund von Michel de Montaigne und Blaise de Monluc. Ab 1570 wurde de Raemond zu einem glühenden katholischen Apologeten. Als Montaigne sich aus seinen administrativen Aufgaben zurückzog, übernahm de Raemond am 23. Juli 1570 dessen Amt am Parlement, dem königlichen Gericht in Bordeaux. Als Amtsrichter in Bordeaux warf man ihm eine anti-protestantische Haltung vor. Er zählte zu den führenden Intellektuellen der Stadt.
Literarisch nahm er aktiv am religiösen Konflikt in der zweiten Hälfte des 16. Jahrhunderts teil. Sein Hauptwerk war Histoire de naissance, progres, et decadence de l'heresie de ce siecle, das aber erst posthum im Jahre 1605 in Paris erschien. Es wurde in verschiedene Sprachen übersetzt, so in das Lateinische, Deutsche und Niederländische.
De Raemond war mit Catherine de Rosteguy de Lancre verheiratet. Sie war die Schwester von Pierre de Rosteguy de Lancre (1553–1631) und Tochter von Étienne de Rosteguy († 1563), conseiller du roi et seigneur de Lancre. De Raemond und seine Ehefrau hatten drei Töchter und drei Söhne.

## Werke (Auswahl)
- L’Antichrist. Lyon 1597 books.google
- L’anti-Christ et l’anti-Papesse. L’Agellier, 1599
- L’anti-Papesse, ou erreur populaire de la papesse Jeanne. Jean de la Rivière, 1613 books.google
- Synopsis omnium hujus temporis controversiarum tam inter Lutheranos, Calvinistas quam alios plurimos. sumpt. J. A. Kinchii, 1655
- Histoire de la naissance, progrès et décadence de l’hérésie de ce siècle. Cailloüet, 1623